# Paralithodes platypus
Paralithodes platypus, el cangrejo gigante azul, es una especie de crustáceo decápodo litódido que vive cerca de la isla de San Mateo, las islas Pribilof y las islas Diómedes, Alaska con poblaciones a lo largo de las costas de Japón y Rusia. Los cangrejos gigantes azules de las islas Pribilof son los más grandes de todos los cangrejos gigantes, sobrepasando a veces los 8 kg (18 lb) de peso.

## Pesquerías
La captura comercial del cangrejo girante azul en la zona este del Mar de Bering comenzó a mediados de la década de 1960 y alcanzó un máximo en 1981 con una cantidad total capturada de 6.000 T (13.228.000 lb). Las islas Pribilof cosechadas por los Estados Unidos alcanzaron un pico en 1980 de 4.960 T (10.935.000 lb) y fueron cerradas para la pesca en 1998 debido al descenso de la población, para abrirse de nuevo en 1999 durante tres años La pesquería de la isla de San Mateo tuvo su máximo en 1983 con un total de capturas de 4 288 T (9.453.500 lb) pero experimentó un declive similar y fue cerrada en 1999. Se reabrió en 2009 y protagonizó la serie de televisión Deadliest Catch. La población de la isla de San Mateo se está recuperando pero la pesquería continúa cerrada, mientras que la población de las islas Pribilof no ha mejorado significativamente. Los cangrejos de las islas Diómedes nunca han sido cosechados comercialmente, pero si han sido aprovechados por la población de Diomede (Alaska) (170 habitantes) para una pesca de subsistencia.
Las aguas más frías ralentizan el crecimiento de los cangrejos, por lo que los ejemplares de latitudes más al norte suelen ser más pequeños que los de latitudes más al sur. La pesca comercial de los cangrejos gigantes azules en las islas Pribilof está limitada a machos con un ancho de caparazón (CW) superior a 170 mm (6,5 pulgadas) y en la isla San Mateo está limitado a cangrejos con un CW superior a 140 mm (5,5 pulgadas) correspondientes a cangrejos de unos 120 mm (4,7 pulgadas) de longitud de caparazón (CL). Los cangrejos de las islas Diómedes son de similar tamaño a los de la isla de San Mateo.

## Distribución

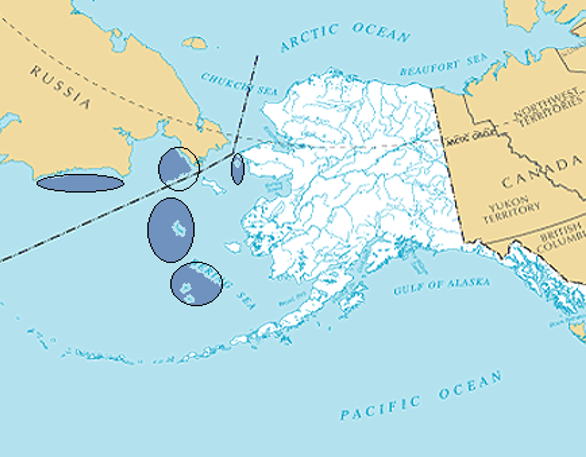
Distribución del Blue King Crab

El cangrejo gigante azul se puede encontrar en el mar de Bering en poblaciones más pequeñas comparadas con el cangrejo gigante rojo. Las principales poblaciones cerca de Alaska se encuentran cerca de las as islas Diómedes, Ponti Hope (Alaska), la isla de San Mateo, las islas Pribilof y las islas Diómedes. Además pueden encontrarse poblaciones más reducidas en Norton Sound y todo el trozo de mar hasta la isla de San Lorenzo. Otras poblaciones menores se encuentran en la costa este de Asia, en Siberia y norte de Japón.
Los cangrejos azules tienen una distribución más septentrional que los cangrejos rojos, lo que se debe a que las aguas más frías del norte del Mar de Bering son adecuadas para que los cangrejos azules puedan sobrevivir. Las ubicaciones del cangrejo azul son un resultado de las interacciones glaciares con la temperatura del agua del Mar de Bering. Un período de aumento de la temperatura limitó la propagación de especies de agua fría, empujando a las especies situadas más hacia el norte hacia las profundidades del Mar de Bering. No solo se produce la retirada más hacia el norte del mar de Bering, sino que probablemente también haya existido una reducción de la población debido a épocas glaciales.

## Migración
Las hembras de esta especie migran estacionalmente en invierno desde profundidades de 120-180 m (400-600 pies) a fondos menos profundos de 6,1-10,7 m (20-35 pies) para hembras con huevos y de 46-76 m (150-250 pies) para hembras sin huevos. La profundidad media para los machos de tamaño comercial es de 70 m (230 pies), aunque los cangrejos puede capturarse comúnmente en aguas menos profundas en invierno.

## Reproducción

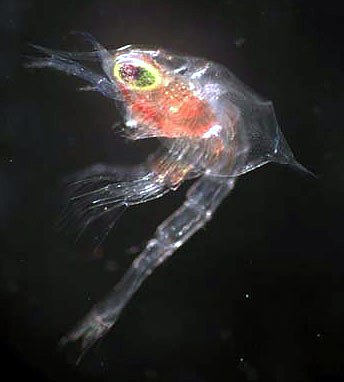
Estado larvario del Paralithodes platypus o cangrejo gigante azul.

Los cangrejos azules de las isla Pribilof maduran y producen huevos desde finales de marzo hasta principios de mayo. Las hembras generalmente llevan sus huevos externamente durante 12-14 meses. Ya que los cangrejos azules necesitan más de un año para criar sus huevos, pierden un ciclo de cría justo antes de que las larvas eclosionen y solo producen huevos cada dos años, aunque los más adelantados pueden tener puestas en dos años consecutivos. En las islas Pribilof, las hembras liberan las larvas alrededor de mediados de abril, mientras que las que se mantienen a temperatura más altas en Diómedes pueden adelantarse a febrero.
Las hembras de las islas Pribilof crecen hasta el tamaño más grande antes de ser reproductivamente maduras. Alrededor del 50% de los cangrejos son maduros con 130 mm (5 pulgadas) de longitud de caparazón (CL). Las hembras de la isla de San Mateo pueden llegar a madurar sexualmente a los 76 mm (3 pulgadas) de CL y los cangrejos de las islas Diómedes son similares. Los hembras más grandes de las islas Pribilof tienen la mayor fecundidad, produciendo 162.360 huevos o 110.033 larvas por cangrejo. La reducción de la fecundidad es de alrededor del 33% entre el huevo y las etapas larvarias.  En Japón, se liberó un promedio de 120.000 larvas de cada cangrejo azul. Los cangrejos azules en las islas Diómedes liberan un promedio de 60.000 larvas por hembra.
Las variables medioambientales, como las mareas, la temperatura, la salinidad, la luz, las floraciones de fitoplancton y la depredación, son pulsadas estacionalmente y probablemente sirven como señales para la liberación de larvas. La liberación de larvas durante un período más largo puede servir para dar a la hembra una ventana más grande para que las larvas se correspondan con cualquier condición ambiental favorable que pueda existir, también conocida como "cobertura de apuestas". En el laboratorio, las larvas de Pribilof eclosionan en el curso de aproximadamente un mes, y las larvas de Diómedes eclosionan en el transcurso de 2-3 semanas. Estas diferencias pueden deberse a la temperatura del agua en el laboratorio, que tiene un claro efecto en el desarrollo embrionario y larvario, y es probablemente ligeramente diferente de la sincronización de la portilla en un ambiente natural.